# فاطمة سري
فاطمة سري، مغنية مصرية، ولدت في القاهرة عام 1904م، تزوجت بالسر من محمد شعراوي نجل علي شعراوي أحد قيادات ثورة 1919، وهدى شعراوي زعيمة النهضة النسائية في مصر حينذاك.